# Нигматуллин, Ильшат Рауилович
Ильша́т Рау́илович Нигмату́ллин (7 июля 1987, Можга) — российский лыжник. Серебряный призёр чемпионата России в мужской эстафете 4 × 10 км, трёхкратный серебряный призёр зимней Универсиады Эрзуруме, победитель и призёр всероссийских первенств в разных возрастных категориях, мастер спорта России по лыжным гонкам. На соревнованиях представляет Удмуртию и физкультурно-спортивное общество «Динамо».

## Биография
Ильшат Нигматуллин родился 7 июля 1987 года в городе Можга Удмуртской республики. Активно заниматься лыжным спортом начал с раннего детства, проходил подготовку в местной лыжной секции под руководством заслуженного тренера Удмуртии Олега Орестовича Перевозчикова. Позже присоединился к всероссийскому физкультурно-спортивному обществу «Динамо», был подопечным старшего тренера сборной команды Удмуртии Сергея Леонидовича Романова.
Впервые заявил о себе ещё в сезоне 2007 года, когда побывал на первенстве России среди юниоров в Ханты-Мансийске и одержал победу в марафонской гонке на 50 км, обогнав ближайшего преследователя Станислава Богданова более чем на пятьдесят секунд.
Будучи студентом, в 2011 году отправился представлять страну на зимней Универсиаде в турецком Эрзуруме, откуда привёз три награды серебряного достоинства, выигранные в гонке преследования 15 км, мужской эстафете 4 × 10 км и масс-старте на 30 км.
Первого серьёзного успеха на взрослом всероссийском уровне добился в сезоне 2014 года, когда вошёл в основной состав сборной команды Удмуртской республики и побывал на чемпионате России в Тюмени, где вместе с партнёрами Дмитрием Япаровым, Александром Уткиным и Константином Главатских завоевал серебряную медаль в программе эстафеты, уступив только лыжникам из ХМАО — Югры. За выдающиеся спортивные достижения удостоен звания мастера спорта России по лыжным гонкам. Также является мастером спорта по служебному двоеборью.
Имеет высшее образование, окончил Татарский государственный гуманитарно-педагогический университет, где обучался на факультете физической культуры.
В июне 2021 года женился на биатлонистке Ульяне Кайшевой.